# Katharine Jefferts Schori
Katharine Jefferts Schori (ur. 26 marca 1954 w Pensacola) – była biskup Nevady i prymas Kościoła Episkopalnego w Stanach Zjednoczonych. 
W pierwszych latach życia należała do Kościoła rzymskokatolickiego, jednak w 1963 jej rodzice zmienili wyznanie na anglikanizm. W wieku 25 lat wyszła za Richarda Schori, profesora topologii z Oregonu. W 1994 przyjęła święcenia kapłańskie, a 7 lat później wyświęcono ją na biskupa. W czerwcu 2006 wybrano ją na prymasa, urząd objęła w listopadzie 2006.